# Alain Gourdon (écrivain)
Pour les articles homonymes, voir Alain Gourdon.
Alain Gourdon, né le 16 octobre 1928 dans le 6e arrondissement de Paris et mort le 15 décembre 2013 à Neuilly-sur-Seine,, est un écrivain et haut fonctionnaire français.

## Biographie
Diplômé de l'Institut d'études politiques de Paris, il est ancien élève de l'École nationale d'administration.
Conseiller maître à la Cour des Comptes, le gouvernement Pierre Mauroy l'a nommé en juin 1981 administrateur de la Bibliothèque nationale, puis le 26 août de la même année, administrateur général  en remplacement de M. Georges Le Rider, poste qu'il a assuré jusqu'en 1984 avant de réintégrer la Cour des comptes. Il fut un des leaders du Club des Jacobins auprès de Charles Hernu puis de Guy Penne, ainsi qu'un proche de Pierre Mendès-France et de François Mitterrand.
Il a utilisé le pseudonyme « Julien Cheverny », sous lequel il a participé « à plusieurs reprises » aux travaux du GRECE.

## Œuvres
- 1968 : Le Feu et la Mer : Poèmes, Les Paragraphes littéraires de Paris, Paris, 56 p.
- 1977 : Mendès-France ou le Rêve français, Ramsay, Paris, 362 p.  (ISBN 978-2-85956-013-3)
- 1982 : Les Affiches De Mai 1968 ou L'imagination graphique, BNF, Paris
- 2000 : Le Guide du cynisme tranquille : Un bréviaire de l'inconvenance, Arnaud Franel, Suresnes, 171 p.  (ISBN 978-2-921843-46-1)
- 2010 : Petits prophètes et vaches sacrées, France-Empire

Il a écrit certains ouvrages sous le pseudonyme de Julien Cheverny :
- 1960 : Ces princes que l'on gouverne : Essai sur l'anarchie autoritaire, René Julliard, Paris, 215 p.
- 1961 : Éloge du colonialisme : Essai sur les révolutions d'Asie, René Julliard, Paris, 375 p.
- 1963 : Le Carnaval des régents : Essai sur le désordre césarien, René Julliard, Paris, 247 p.
- 1965 : Les Deux Stratégies du communisme, René Julliard, Paris, 351 p.
- 1967 : Les Cadres : Essai sur de nouveaux prolétaires, René Julliard, Paris, 283 p.
- 1970 : Le Temps des obsèques : Essai de nécrologie politique, Fayard, Paris, 215 p.
- 1973 : Haro sur la démocratie, Mame, Tours, 204 p.
- 1976 : Propos de mauvais goût, Ramsay, Paris, 367 p.  (ISBN 978-2-85956-001-0)
- 1976 : Sexologie de l'Occident, Hachette, coll. « Hachette essais », Paris, 661 p.  (ISBN 978-2-01-003391-9)
- 1978 : Les Matriarches : Essai sur la fin du pouvoir mâle, Copernic, Paris, 186 p.  (ISBN 978-2-85984-022-8)
- 1987 : préface de Friedrich Nietzsche, Le Gai Savoir, trad. Henri Albert, Hachette, coll. « Pluriel » (no 8497), Paris, 329 p.  (ISBN 978-2-01-012742-7)
- 2012 : Les interdits sexuels, vol. 1, Paris, Éditions Hermann, 350 p.  (ISBN 978-2-7056-8234-7)
- 2012 : Les interdits sexuels, vol. 2, Paris, Éditions Hermann, 400 p.  (ISBN 978-2-7056-8402-0)

## Décorations
- Commandeur de l'ordre des Arts et des Lettres Il est promu au grade de commandeur le 10 juillet 1982[6].